# Fontinales
Se daba el nombre de Fontinales o fiestas fontinales (latín: Fontinalia)a las que los antiguos romanos celebraban el día 13 de octubre en honor de las ninfas y los genios de las aguas y los manantiales, cuya deidad principal era Fonto. 
Se celebraban en Roma cerca de la puerta Fontinalis llamada también Septimania. En el citado día se adornaban las fuentes y pozos con guirnaldas que después servían para coronar a los niños. También se hacían sacrificios y las víctimas eran cabritos o corderos.